# Nervozni poštar
Nervozni poštar (Deutsch: Nervöser Postbote) ist eine bosnisch-herzegowinische und ehemals jugoslawische Folk-Rock-Gruppe aus Sarajevo. Die Band war besonders durchs Kombinieren von Folk und Rockmusik bekannt, da diese Genres als „zu unterschiedlich“ galten.

## Geschichte
Die Gruppe wurde 1985 von Gitarrist Fadil Šabović gegründet. Šabović schrieb auch die meisten Texte der Lieder.

## Diskografie

### Studioalben
- 1985: Vazda – Gazda
- 1986: Zapamti, ja sam gazda
- 1987: Ništa više nije kao prije
- 1988: Nervozni poštar
- 1989: To je samo folk’n’roll
- 2002: Život, to je divna fešta
- 2004: Gas, gas
- 2017: Nervozni poštar

### Kompilationen
- 1994: Najbolje od
- 1996: The Best
- 2000: Vazda – Gazda + Ništa više nije kao prije
- 2005: The Best of
- 2006: The Best of
- 2009: Najveći hitovi[3]

### Singles
- 1986: Zapamti, ja sam gazda / Mi smo drvosječe, potaman nam sve
- 1987: Ej, Maro, Marice / ZZ Top
- 1988: Vojnička pjesma / Nova godina
- 1988: Jugo, Jugo, Kućo Moja Jedina
- 1988: Ženim Se